# Municipio de Raymond (Nebraska)
El municipio de Raymond (en inglés: Raymond Township) es un municipio ubicado en el condado de Knox en el estado estadounidense de Nebraska. En el año 2010 tenía una población de 207 habitantes y una densidad poblacional de 0,75 personas por km².

## Geografía
El municipio de Raymond se encuentra ubicado en las coordenadas 42°47′00″N 98°11′1″O / 42.78333, -98.18361. Según la Oficina del Censo de los Estados Unidos, el municipio tiene una superficie total de 275.18 km², de la cual 259,59 km² corresponden a tierra firme y (5,67 %) 15,59 km² es agua.

## Demografía
Según el censo de 2010, había 207 personas residiendo en el municipio de Raymond. La densidad de población era de 0,75 hab./km². De los 207 habitantes, el municipio de Raymond estaba compuesto por el 93,24 % blancos, el 6,28 % eran amerindios y el 0,48 % eran de una mezcla de razas. Del total de la población el 0 % eran hispanos o latinos de cualquier raza.